# نامه‌ای به ملت مسیحی
نامه به یک ملت مسیحی کتاب غیر داستانی نوشته سم هریس، در پاسخ به بازخوردهای کتاب نخست او پایان ایمان است. این کتاب به سبک یک نامه سرگشاده به مسیحیان آمریکا نوشته شده‌است. هریس قصد خود را «فروپاشی تزار فکری و اخلاقی مسیحیت در متعهدترین اشکال آن» اعلام کرده‌است. این کتاب بعد از انتشار در سپتامبر ۲۰۰۶، در اکتبر وارد فهرست پرفروش‌ترین‌های نیویورک تایمز شد.